# Oskova
 Ovo je glavno značenje pojma Oskova. Za naselje u općini Banovići, BiH pogledajte Oskova (Banovići, BiH).
Oskova je rijeka u Bosni i Hercegovini, desna pritoka Spreče. 
Nastaje u Banovićima spajanjem Litve, Radine i Mačkovca.